# Saola
De saola (Pseudoryx nghetinhensis) is een van 's werelds zeldzaamste zoogdieren. Het in bosgebied levend rund komt enkel voor in de valleien van het Annamitisch Gebergte tussen Vietnam en Laos op hoogten tussen de 400 en de 1200 meter.
De soort is vrij onbekend en werd door wetenschappers ontdekt in 1992. Het dier is door de witte vlekken in het gelaat en hoorns het best te vergelijken met antilopes. Toch heeft DNA-onderzoek aangetoond dat het om een rundersoort gaat. Het is niet bekend hoeveel dieren in het wild leven; er zijn slechts elf exemplaren levend gezien. Men schat de populatie op 70 tot 700 in Laos en een honderdtal in Vietnam.

## Uitsterven
Volgens William Robichaud van de IUCN, die coördinator is van de werkgroep voor saola's, gaat het niet goed met de populatie van het dier in het wild.
Biologen uit vier landen kwamen in augustus 2009 samen in Vientiane (Laos) en kwamen tot de conclusie dat het aantal saola's sinds de ontdekking fors gedaald is. Bovendien lag het aantal saola's in 1992 al niet indrukwekkend hoog. De kans op uitsterven is voor de dieren ook groter omdat ze nergens in een beschermde omgeving, zoals in dierentuinen, worden gehouden. De gevangen exemplaren stierven immers. Daarbij komt nog dat jagers met hun honden naar het Annamitisch Gebergte trekken met als gevolg dat saola's het slachtoffer zijn van de jacht. De deskundigen zijn er dan ook van overtuigd dat de saola niet gered kan worden, tenzij er minder stropers en jagers met honden in het gebied vertoeven.
Zo moet er volgens deskundigen een systeem komen om saola's te kunnen identificeren in het wild en er moet een soort radiosysteem komen waarmee de dieren gevolgd kunnen worden om zo beter hun behoeften te begrijpen. Alleen zo zullen de saola's misschien ooit in dierentuinen gehouden kunnen worden. De deskundigen pleiten ook voor meer bewustmaking van het gevaar tot uitsterven van de saola.
In augustus 2010 is er in de provincie Bolikhamsai in Laos een saola gevangen. Na enkele dagen is het dier gestorven. Onderzoek van het kadaver kan helpen om de juiste maatregelen te nemen om uitsterven te voorkomen.